# Wang Chuqin
Wang Chuqin (/wʌŋtʃuːtʃin/; chinês tradicional: 王楚欽, chinês simplificado: 王楚钦, pronunciado [uɑ̌ŋ tʂʰu3tɕʰín]; Jilin, 11 de maio de 2000) é um mesa-tenista chinês, campeão olímpico.

## Carreira
Ele é o jogador mais bem classificado no ranking mundial da ITTF. Ele foi o medalhista de prata em simples masculino, medalhista de ouro em duplas mistas com Sun Yingsha e medalhista de ouro em duplas masculinas com Fan Zhendong para o Campeonato Mundial de Tênis de Mesa de 2023 em Durban. Ele ganhou o título de simples masculino nas finais da WTT Cup em 2021 e WTT Champions Xinxiang em 2022. Ele foi coroado o título de simples masculino no WTT Champions Macao duas vezes (2022 e 2023, respectivamente). Wang também ganhou o ouro junto com os companheiros de equipe Fan Zhendong, Liang Jingkun, Lin Gaoyuan e Ma Long no Campeonato Mundial de Tênis de Mesa por Equipe de 2022. Ele ganhou o ouro nos eventos de simples masculino e equipes mistas nos Jogos Olímpicos da Juventude de 2018 em Buenos Aires, Argentina.
Nos Jogos Olímpicos de Verão de 2024, em Paris, conquistou a medalha de ouro na disputa de equipes masculinas, ao lado de Zhendong e Long, e de duplas mistas, com Sun Yingsha.